# Élections législatives de 1968 dans le Loiret
Les élections législatives françaises de 1968 se déroulent les 23 et 30 juin 1968. Dans le département du Loiret, quatre  députés sont à élire dans le cadre de quatre circonscriptions.

## Élus
| Circonscription | Député sortant                                       | Parti | Parti | Député élu ou réélu | Parti | Parti |
| --------------- | ---------------------------------------------------- | ----- | ----- | ------------------- | ----- | ----- |
| 1re             | Jean-Baptiste Chassagne suppléant de Henri Duvillard |       | UDR   | Henri Duvillard     |       | UDR   |
| 2e              | Louis Sallé                                          |       | UDR   | Louis Sallé         |       | UDR   |
| 3e              | Pierre Charié                                        |       | UDR   | Pierre Charié       |       | UDR   |
| 4e              | Xavier Deniau                                        |       | UDR   | Xavier Deniau       |       | UDR   |

## Résultats

### Résultats à l'échelle du département
| Parti          | Parti                                           | Premier tour | Premier tour | Second tour | Second tour | Sièges |
| Parti          | Parti                                           | Voix         | %            | Voix        | %           | Sièges |
| -------------- | ----------------------------------------------- | ------------ | ------------ | ----------- | ----------- | ------ |
|                | Union pour la défense de la République          | 110 823      | 56,47        | 29 588      | 63,49       | 4      |
|                | Union des républicains de progrès               | 110 823      | 56,47        | 29 588      | 63,49       | 4      |
|                |                                                 |              |              |             |             |        |
|                | Section française de l'Internationale ouvrière  | 12 269       | 6,25         | Retrait     | Retrait     | 0      |
|                | Convention des institutions républicaines       | 6 576        | 3,35         |             |             | 0      |
|                | Parti radical                                   | 5 506        | 2,81         |             |             | 0      |
|                | Fédération de la gauche démocrate et socialiste | 24 351       | 12,41        |             |             | 0      |
|                |                                                 |              |              |             |             |        |
|                | Parti communiste français                       | 34 529       | 17,59        | 17 017      | 36,51       | 0      |
|                | Progrès et démocratie moderne                   | 19 120       | 9,74         | Retrait     | Retrait     | 0      |
|                | Parti socialiste unifié                         | 7 425        | 3,78         |             |             | 0      |
|                |                                                 |              |              |             |             |        |
| Inscrits       | Inscrits                                        | 245 132      | 100,00       | 63 929      | 100,00      | 4      |
| Abstentions    | Abstentions                                     | 45 405       | 18,52        | 14 914      | 23,33       |        |
| Votants        | Votants                                         | 199 727      | 81,48        | 49 015      | 76,67       |        |
| Blancs et nuls | Blancs et nuls                                  | 3 479        | 1,74         | 2 410       | 4,92        |        |
| Exprimés       | Exprimés                                        | 196 248      | 98,26        | 46 605      | 95,08       |        |

### Résultats par circonscription

#### Première circonscription (Orléans-Est)
|                | Henri Duvillard sortant réélu | UDR (URP)      | 27 459 | 56,17  |  |  |  |
|                | Marcel Corneille              | PCF            | 7 308  | 14,95  |  |  |  |
|                | Marie-Rose Dupuis             | CD (PDM)       | 5 655  | 11,57  |  |  |  |
|                | Jean-Claude Aldebert          | FGDS (Radical) | 5 506  | 11,26  |  |  |  |
|                | Michel de La Fournière        | PSU            | 2 961  | 6,06   |  |  |  |
|                |                               |                |        |        |  |  |  |
| Inscrits       | Inscrits                      | Inscrits       | 61 900 | 100,00 |  |  |  |
| Abstentions    | Abstentions                   | Abstentions    | 12 142 | 19,62  |  |  |  |
| Votants        | Votants                       | Votants        | 49 758 | 80,38  |  |  |  |
| Blancs et nuls | Blancs et nuls                | Blancs et nuls | 869    | 1,75   |  |  |  |
| Exprimés       | Exprimés                      | Exprimés       | 48 889 | 98,25  |  |  |  |

#### Deuxième circonscription (Orléans-Ouest)
| Candidat       | Candidat                  | Parti          | Premier tour | Premier tour | Second tour | Second tour |  |
| Candidat       | Candidat                  | Parti          | Voix         | %            | Voix        | %           |  |
| -------------- | ------------------------- | -------------- | ------------ | ------------ | ----------- | ----------- |  |
|                | Louis Sallé sortant réélu | UDR (URP)      | 25 189       | 48,87        | 29 588      | 63,49       |  |
|                | André Chène               | PCF            | 10 102       | 19,6         | 17 017      | 36,51       |  |
|                | Pierre Thibault           | FGDS (SFIO)    | 7 218        | 14           | Retrait     | Retrait     |  |
|                | Roland Jeanniot           | CD (PDM)       | 6 775        | 13,14        | Retrait     | Retrait     |  |
|                | Michel Gond               | PSU            | 2 263        | 4,39         |             |             |  |
|                |                           |                |              |              |             |             |  |
| Inscrits       | Inscrits                  | Inscrits       | 63 941       | 100,00       | 63 929      | 100,00      |  |
| Abstentions    | Abstentions               | Abstentions    | 11 618       | 18,17        | 14 914      | 23,33       |  |
| Votants        | Votants                   | Votants        | 52 323       | 81,83        | 49 015      | 76,67       |  |
| Blancs et nuls | Blancs et nuls            | Blancs et nuls | 776          | 1,48         | 2 410       | 4,92        |  |
| Exprimés       | Exprimés                  | Exprimés       | 51 547       | 98,52        | 46 605      | 95,08       |  |

#### Troisième circonscription (Pithiviers)
|                | Pierre Charié sortant réélu | UDR (URP)      | 27 737 | 58,73  |  |  |  |
|                | Pierre Bordry               | CD (PDM)       | 6 690  | 14,17  |  |  |  |
|                | Emmanuel Faÿs               | FGDS (CIR)     | 6 576  | 13,92  |  |  |  |
|                | Raymond Pichon              | PCF            | 6 223  | 13,18  |  |  |  |
|                |                             |                |        |        |  |  |  |
| Inscrits       | Inscrits                    | Inscrits       | 57 879 | 100,00 |  |  |  |
| Abstentions    | Abstentions                 | Abstentions    | 9 788  | 16,91  |  |  |  |
| Votants        | Votants                     | Votants        | 48 091 | 83,09  |  |  |  |
| Blancs et nuls | Blancs et nuls              | Blancs et nuls | 865    | 1,8    |  |  |  |
| Exprimés       | Exprimés                    | Exprimés       | 47 226 | 98,2   |  |  |  |

#### Quatrième circonscription (Montargis - Gien)
|                | Xavier Deniau sortant réélu  | UDR (URP)      | 30 438 | 62,65  |  |  |  |
|                | Max Nublat                   | PCF            | 10 896 | 22,43  |  |  |  |
|                | Jean-Yves Goëau-Brissonnière | FGDS (SFIO)    | 5 051  | 10,4   |  |  |  |
|                | Camille Malinguaggi          | PSU            | 2 201  | 4,53   |  |  |  |
|                |                              |                |        |        |  |  |  |
| Inscrits       | Inscrits                     | Inscrits       | 61 412 | 100,00 |  |  |  |
| Abstentions    | Abstentions                  | Abstentions    | 11 857 | 19,31  |  |  |  |
| Votants        | Votants                      | Votants        | 49 555 | 80,69  |  |  |  |
| Blancs et nuls | Blancs et nuls               | Blancs et nuls | 969    | 1,96   |  |  |  |
| Exprimés       | Exprimés                     | Exprimés       | 48 586 | 98,04  |  |  |  |